# 대한민국 상법 제418조
대한민국 상법 제418조는 신주인수권의 내용 및 지정일의 지정, 공고에 대한 상법 회사법의 조문이다. 2011. 4. 14.,법률 제10600호로 일부개정되어 
2012년 4월 15일에 시행되었다.

## 조문
제418조 (신주인수권의 내용 및 배정일의 지정·공고)①주주는 그가 가진 주식 수에 따라서 신주의 배정을 받을 권리가 있다.  <개정 2001. 7. 24.>
②회사는 제1항의 규정에 불구하고 정관에 정하는 바에 따라 주주 외의 자에게 신주를 배정할 수 있다. 다만, 이 경우에는 신기술의 도입, 재무구조의 개선 등 회사의 경영상 목적을 달성하기 위하여 필요한 경우에 한한다.  <신설 2001. 7. 24.>
③회사는 일정한 날을 정하여 그 날에 주주명부에 기재된 주주가 제1항의 권리를 가진다는 뜻과 신주인수권을 양도할 수 있을 경우에는 그 뜻을, 그 날의 2주간전에 공고하여야 한다. 그러나 그 날이 제354조제1항의 기간중인 때에는 그 기간의 초일의 2주간전에 공고하여야 한다.  <신설 1984. 4. 10.>
④ 제2항에 따라 주주 외의 자에게 신주를 배정하는 경우 회사는 제416조제1호, 제2호, 제2호의2, 제3호 및 제4호에서 정하는 사항을 그 납입기일의 2주 전까지 주주에게 통지하거나 공고하여야 한다.  <신설 2011. 4. 14.>

第418條 (新株引受權의 내용 및 配定日의 指定·公告) ① 주주는 그가 가진 주식 수에 따라서 신주의 배정을 받을 권리가 있다.  <개정 2001.7.24.>
②회사는 제1항의 규정에 불구하고 정관에 정하는 바에 따라 주주 외의 자에게 신주를 배정할 수 있다. 다만, 이 경우에는 신기술의 도입, 財務構造의 개선 등 회사의 경영상 목적을 달성하기 위하여 필요한 경우에 한한다.  <신설 2001.7.24.>
③會社는 一定한 날을 정하여 그 날에 株主名簿에 記載된 株主가 第1項의 權利를 가진다는 뜻과 新株引受權을 讓渡할 수 있을 경우에는 그 뜻을 그 날의 2週間전에 公告하여야 한다. 그러나 그 날이 第354條第1項의 期間 중인 때에는 그 期間의 初日의 2週間전에 이를 公告하여야 한다. <新設 1984.4.10.>
④ 제2항에 따라 주주 외의 자에게 신주를 배정하는 경우 회사는 제416조제1호, 제2호, 제2호의2, 제3호 및 제4호에서 정하는 사항을 그 납입기일의 2주 전까지 주주에게 통지하거나 공고하여야 한다.  <신설 2011.4.14.>

## 참고문헌
- 류지민. (2021). 한진칼의 제3자배정 신주발행 사례에 비추어 본 상법 제418조 제2항 관련 심사기준 - 서울중앙지법 2020. 12. 1. 선고 2020카합22150 결정 -. 기업법연구, 35(1), 107-154.

## 같이 보기
- 대한민국 상법 제419조 신주인수권자에 대한 최고
- 유상증자
- 신주인수권부사채